# 瓜巴龍屬
瓜巴龍屬是基礎蜥腳形亞目恐龍，生活於三疊紀晚期的南美洲。瓜巴龍的化石在發現於巴西南里約格蘭德州。如同艾雷拉龍，瓜巴龍的每隻手掌有三指及退化的兩指。
模式種是坎德拉里瓜巴龍（G. candelariensis），是由何塞·波拿巴及J. Ferigolo在1998年描述、命名。

## 發現

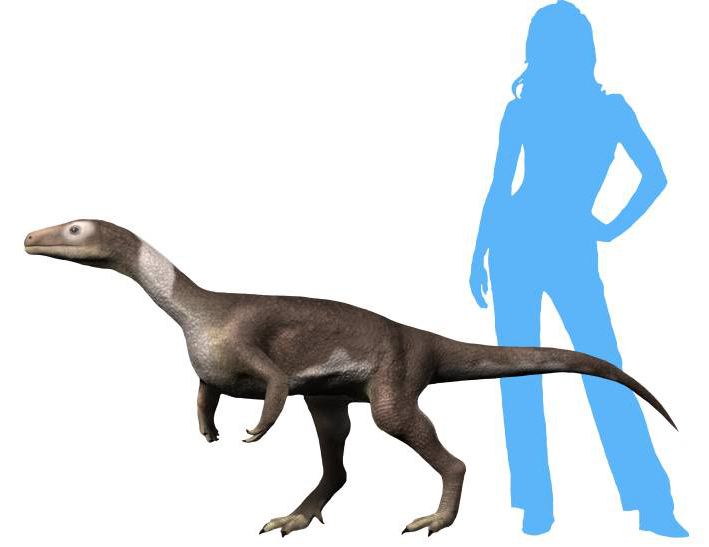
坎德拉里瓜巴龍與人類的體型比較

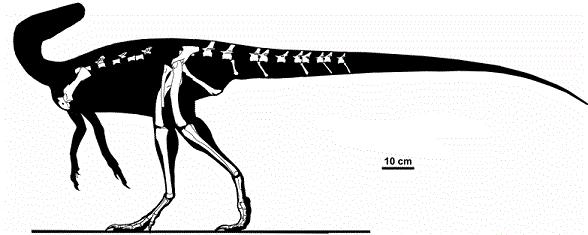
坎德拉里瓜巴龍正模標本（MCN PV2355）保存的骨骼部位

正模標本（編號 MCN PV2355）是一個保存良好的部分身體骨骼。副模標本（編號 MCN PV2356）則是一個接近完整的左後肢，關節仍呈連接狀態。這兩個化石都發現於巴西南里約格蘭德州，位於著名的Paleorrota地質公園內，都是在名為「Prό-Guaíba Project」的挖掘化石計畫而發現。在瓜巴龍被命名後，近年在Paleorrota地質公園的另一個挖掘地點，發現另外兩個標本。編號 UFRGS PV0725T 的標本是一個身體骨骼，缺少頸部、一個前肢、兩個腳掌。編號 MCN PV 10112 的標本仍位在石塊中，還沒有經過去除石塊的手續。這些化石都發現於Caturrita組地層的下部，地質年代相當於2億1650萬到2億1200萬年前，相當於三疊紀晚期的早諾利階。
近年新發現的編號UFRGS PV0725T標本，缺少大部分頸椎，但根據僅存的基部頸椎，顯示這個個體在死亡前，頸部是朝向左方彎曲的。而根據化石的其他部位，後肢捲曲於身體下方，前肢擺向身體側方，這個姿勢很類似現代鳥類。在發現這個化石以前，只有手盜龍類化石層發現這種鳥類睡眠姿勢。研究人員推測，瓜巴龍可能採取這種姿勢睡眠，以保持體溫，如同現代鳥類。

## 詞源
在1999年，阿根廷古生物學家何塞·波拿巴等人將正模標本、副模標本敘述、命名。模式種是坎德拉里瓜巴龍（Guaibasaurus candelariensis），屬名裡的Guaíba，是南里約格蘭德州的地名，也是「Prό-Guaíba Project」挖掘計畫的名稱來源；種名則是以鄰近的Candelária市為名。

## 演化與分類關係
在1999年的命名研究裡，約瑟·波拿巴等人提出瓜巴龍是個原始獸腳類恐龍，並歸類於獨自的瓜巴龍科。在2007年，約瑟·波拿巴等人發現農神龍非常類似瓜巴龍，而農神龍也生存於相近時代的巴西。約瑟·波拿巴等人將瓜巴龍、農神龍都歸類於瓜巴龍科，並將瓜巴龍科改歸類為原始蜥腳形亞目恐龍，或者與蜥腳形亞目、獸腳亞目的最近共同祖先是近親。約瑟·波拿巴等人也提出，瓜巴龍、農神龍的外形比較類似獸腳類恐龍，而較不類似蜥腳形恐龍。發現新化石後，近年研究多傾向於瓜巴龍科是群非常原始的蜥腳形類恐龍。但瓜巴龍本身的分類位置仍有爭議，有些研究認為是原始獸腳類恐龍，其他研究則認為是原始蜥腳形恐龍。

## 外部連結
- （中文）瓜巴龍 （页面存档备份，存于）
- （葡萄牙文）Dinosaurs of Rio grande do Sul.